# Ousmane Ouattara
Ousmane Adama Ouattara (Bouna, 22 dicembre 1993) è un calciatore ivoriano, difensore dello Stade Tunisien.

## Carriera

### Club
Inizia la propria carriera con il Séwé Sports, club con cui gioca dal 2010 al 2015 vincendo due campionati ivoriani e collezionando 10 presenze in CAF Champions League.
Negli anni seguenti gioca in Egitto e Nigeria con le maglie di Smouha ed Oyah Sports prima di far ritorno in patria al San-Pédro nel 2017.
Nel 2019 firma con i congolesi del Vita Club con cui conclude al secondo posto il campionato 2019-2020 ricevendo il premio di miglior giocatore della squadra.
Nel 2021 si trasferisce in Tunisia al Monastir.

### Nazionale
Debutta con la nazionale ivoriana il 25 ottobre 2014 in occasione dell'amichevole contro lo Zambia dove realizza la rete del definitivo 1-1.
Il 29 dicembre 2021 viene convocato dal CT della nazionale ivoriana per sostituire l'infortunato Willy Boly in vista della Coppa delle nazioni africane 2021.

## Statistiche
Statistiche aggiornate al 30 dicembre 2021.

### Cronologia presenze e reti in nazionale
| Cronologia completa delle presenze e delle reti in nazionale ― Costa d'Avorio | Cronologia completa delle presenze e delle reti in nazionale ― Costa d'Avorio | Cronologia completa delle presenze e delle reti in nazionale ― Costa d'Avorio | Cronologia completa delle presenze e delle reti in nazionale ― Costa d'Avorio | Cronologia completa delle presenze e delle reti in nazionale ― Costa d'Avorio | Cronologia completa delle presenze e delle reti in nazionale ― Costa d'Avorio | Cronologia completa delle presenze e delle reti in nazionale ― Costa d'Avorio | Cronologia completa delle presenze e delle reti in nazionale ― Costa d'Avorio |
| Data                                                                          | Città                                                                         | In casa                                                                       | Risultato                                                                     | Ospiti                                                                        | Competizione                                                                  | Reti                                                                          | Note                                                                          |
| ----------------------------------------------------------------------------- | ----------------------------------------------------------------------------- | ----------------------------------------------------------------------------- | ----------------------------------------------------------------------------- | ----------------------------------------------------------------------------- | ----------------------------------------------------------------------------- | ----------------------------------------------------------------------------- | ----------------------------------------------------------------------------- |
| 25-10-2014                                                                    | Lusaka                                                                        | Zambia                                                                        | 1 – 1                                                                         | Costa d'Avorio                                                                | Amichevole                                                                    | 1                                                                             |                                                                               |
| Totale                                                                        |                                                                               | Presenze                                                                      | 1                                                                             |                                                                               | Reti                                                                          | 1                                                                             |                                                                               |

## Palmarès

### Club

#### Competizioni nazionali
- Campionato ivoriano: 2

Sewe Sports: 2012-2013, 2013-2014
- Coppa di Tunisia: 1

Stade Tunisien: 2023-2024